# Copa do Mundo de Voleibol Feminino de 1977
A Copa do Mundo de Voleibol Feminino de 1977 foi a 2ª edição do torneio organizado pela Federação Internacional de Voleibol (FIVB). Foi disputado de 7 a 15 de novembro de 1977 no Japão. Oito seleções disputaram o campeonato  vencido  pelo Japão.

## Formato de disputa
A competição foi disputada por oito seleções divididas em dois grupos (A e B) que se enfrentaram entre si dentro de seus grupos em turno único. As duas melhores equipes de cada grupo se classificaram para o quadrangular final, no qual as equipes se enfrentaram entre si em turno único. A equipe que somasse mais pontos foi a campeã. O terceiro e o quarto de cada grupo também realizaram um quadrangular para definir as equipes que ficaram entre 5º e 8º lugares.

## Equipes participantes
| Equipe          | Qualificação                                 | Última participação |
| --------------- | -------------------------------------------- | ------------------- |
| Japão           | País-sede                                    | Uruguai 1973        |
| China           | Torneio Qualificatório Asiático de 1976 (1º) | Estreante           |
| Coreia do Sul   | Torneio Qualificatório Asiático de 1976 (2º) | Uruguai 1973        |
| Cuba            | Campeonato NORCECA de 1977 (1º)              | Uruguai 1973        |
| Estados Unidos  | Campeonato NORCECA de 1977 (2º)              | Uruguai 1973        |
| Hungria         | Campeonato Europeu de 1977                   | Estreante           |
| Peru            | Campeonato Sul-Americano de 1977             | Uruguai 1973        |
| União Soviética | Campeonato Europeu de 1977 (1º)              | Uruguai 1973        |

## Primeira fase

### Grupo A
|     |                |     | Jogos | Jogos | Jogos | Sets | Sets | Sets  | Pontos | Pontos | Pontos |
| Pos | Equipe         | Pts | T     | V     | D     | V    | P    | R     | V      | P      | R      |
| --- | -------------- | --- | ----- | ----- | ----- | ---- | ---- | ----- | ------ | ------ | ------ |
| 1   | China          | 6   | 3     | 3     | 0     | 9    | 3    | 3.000 | 166    | 116    | 1.431  |
| 2   | Japão          | 5   | 3     | 2     | 1     | 8    | 3    | 2.667 | 154    | 105    | 1.467  |
| 3   | Estados Unidos | 4   | 3     | 1     | 2     | 4    | 8    | 0.500 | 106    | 144    | 0.736  |
| 4   | Hungria        | 3   | 3     | 0     | 3     | 2    | 9    | 0.222 | 83     | 144    | 0.576  |

| Data   | Equipe #1      | Placar | Equipe #2      | 1º Set | 2º Set | 3º Set | 4º Set | 5º Set | Total | Cidade | Público |
| ------ | -------------- | ------ | -------------- | ------ | ------ | ------ | ------ | ------ | ----- | ------ | ------- |
| 07 nov | China          | 3–1    | Estados Unidos | 15–11  | 15–3   | 12–15  | 15–2   |        | 57–31 | Osaka  |         |
| 07 nov | Japão          | 3–1    | Hungria        | 15–6   | 15–7   | 15–7   |        |        | 45–20 | Osaka  |         |
| 08 nov | China          | 3–0    | Hungria        | 15–10  | 15–5   | 15–6   |        |        | 45–21 | Osaka  |         |
| 08 nov | Japão          | 3–0    | Estados Unidos | 15–2   | 15–6   | 15–13  |        |        | 45–21 | Osaka  |         |
| 10 nov | Estados Unidos | 3–2    | Hungria        | 15–10  | 10–15  | 14–16  | 15–1   |        | 54–42 | Osaka  |         |
| 10 nov | China          | 3–2    | Japão          | 8–15   | 15–12  | 15–9   | 11–15  | 15–13  | 64–64 | Osaka  |         |

### Grupo B
|     |                 |     | Jogos | Jogos | Jogos | Sets | Sets | Sets  | Pontos | Pontos | Pontos |
| Pos | Equipe          | Pts | T     | V     | D     | V    | P    | R     | V      | P      | R      |
| --- | --------------- | --- | ----- | ----- | ----- | ---- | ---- | ----- | ------ | ------ | ------ |
| 1   | Coreia do Sul   | 6   | 3     | 3     | 0     | 9    | 4    | 2.250 | 177    | 145    | 1.221  |
| 2   | Cuba            | 5   | 3     | 2     | 1     | 8    | 4    | 2.000 | 169    | 125    | 1.352  |
| 3   | Peru            | 4   | 3     | 1     | 2     | 6    | 6    | 1.000 | 139    | 131    | 1.061  |
| 4   | União Soviética | 3   | 3     | 0     | 3     | 0    | 9    | 0.000 | 51     | 135    | 0.378  |

| Data   | Equipe #1     | Placar | Equipe #2       | 1º Set | 2º Set | 3º Set | 4º Set | 5º Set | Total | Cidade | Público |
| ------ | ------------- | ------ | --------------- | ------ | ------ | ------ | ------ | ------ | ----- | ------ | ------- |
| 07 nov | Peru          | 3–0    | União Soviética | 15–4   | 15–2   | 15–6   |        |        | 45–11 | Gunma  |         |
| 07 nov | Coreia do Sul | 3–2    | Cuba            | 15–11  | 13–15  | 6–15   | 15–12  | 18–16  | 67–69 | Gunma  |         |
| 08 nov | Cuba          | 3–0    | União Soviética | 15–6   | 15–5   | 15–9   |        |        | 45–20 | Gunma  |         |
| 10 nov | Coreia do Sul | 3–2    | Peru            | 15–8   | 15–8   | 15–4   |        |        | 45–20 | Gunma  |         |
| 10 nov | Cuba          | 3–1    | Peru            | 15–6   | 10–15  | 15–10  | 15–7   |        | 55–38 | Gunma  |         |

## Fase Final

### Quadrangular  - 5º ao 8º lugar
|     |                 |     | Jogos | Jogos | Jogos | Sets | Sets | Sets  | Pontos | Pontos | Pontos |
| Pos | Equipe          | Pts | T     | V     | D     | V    | P    | R     | V      | P      | R      |
| --- | --------------- | --- | ----- | ----- | ----- | ---- | ---- | ----- | ------ | ------ | ------ |
| 1   | Peru            | 6   | 3     | 3     | 0     | 9    | 1    | 9.000 |        |        |        |
| 2   | Hungria         | 5   | 3     | 2     | 1     | 6    | 4    | 1.500 |        |        |        |
| 3   | Estados Unidos  | 4   | 3     | 1     | 2     | 5    | 7    | 0.714 |        |        |        |
| 4   | União Soviética | 3   | 3     | 0     | 3     | 1    | 9    | 0.111 |        |        |        |

| Data   | Equipe #1      | Placar | Equipe #2       | 1º Set | 2º Set | 3º Set | 4º Set | 5º Set | Total | Cidade | Público |
| ------ | -------------- | ------ | --------------- | ------ | ------ | ------ | ------ | ------ | ----- | ------ | ------- |
| 12 nov | Peru           | 3–0    | Hungria         | 15–11  | 15–8   | 15–9   |        |        | 45–28 | Gunma  |         |
| 12 nov | Estados Unidos | 3–1    | União Soviética | 15–12  | 12–15  | 15–13  | 15–7   |        | 57–47 | Gunma  |         |
| 13 nov | Hungria        | 3–1    | Estados Unidos  | 7–15   | 18–16  | 16–14  | 15–2   |        | 56–47 | Gunma  |         |
| 13 nov | Peru           | 3–0    | União Soviética | 15–10  | 15–2   | 15–6   |        |        | 45–18 | Gunma  |         |
| 14 nov | Hungria        | 3–0    | União Soviética | 15–11  | 15–8   | 15–9   |        |        | 45–28 | Gunma  |         |
| 14 nov | Peru           | 3–2    | Estados Unidos  | 12–15  | 13–15  | 15–5   | 15–2   | 17–15  | 72–51 | Gunma  |         |

### Quadrangular Final  - 1º ao 4º lugar
|     |                                                                                      |     | Jogos | Jogos | Jogos | Sets | Sets | Sets  | Pontos | Pontos | Pontos |
| Pos | Equipe                                                                               | Pts | T     | V     | D     | V    | P    | R     | V      | P      | R      |
| --- | ------------------------------------------------------------------------------------ | --- | ----- | ----- | ----- | ---- | ---- | ----- | ------ | ------ | ------ |
| 1   | [[Seleção Predefinição:Seleção/JAP de Voleibol Feminino \|Predefinição:Seleção/JAP]] | 6   | 3     | 3     | 0     | 9    | 2    | 4.500 |        |        |        |
| 2   | Cuba                                                                                 | 5   | 3     | 2     | 1     | 6    | 5    | 1.200 |        |        |        |
| 3   | Coreia do Sul                                                                        | 4   | 3     | 1     | 2     | 4    | 6    | 0.667 |        |        |        |
| 4   | China                                                                                | 3   | 3     | 0     | 3     | 3    | 9    | 0.333 |        |        |        |

| Data   | Equipe #1     | Placar | Equipe #2     | 1º Set | 2º Set | 3º Set | 4º Set | 5º Set | Total | Cidade | Público |
| ------ | ------------- | ------ | ------------- | ------ | ------ | ------ | ------ | ------ | ----- | ------ | ------- |
| 13 nov | Japão         | 3–0    | Cuba          | 15–1   | 15–9   | 15–10  |        |        | 45–20 | Osaka  |         |
| 13 nov | Coreia do Sul | 3–0    | China         | 15–12  | 15–9   | 17–15  |        |        | 47–36 | Osaka  |         |
| 14 nov | Cuba          | 3–0    | Coreia do Sul | 15–7   | 16–14  | 15–3   |        |        | 46–24 | Osaka  |         |
| 14 nov | Japão         | 3–1    | China         | 15–4   | 15–9   | 13–15  | 15–9   |        | 58–37 | Osaka  |         |
| 15 nov | Cuba          | 3–2    | China         | 6–15   | 15–6   | 12–15  | 15–13  | 15–9   | 63–58 | Osaka  |         |
| 15 nov | Japão         | 3–1    | Coreia do Sul | 15–6   | 15–11  | 9–15   | 15–10  |        | 54–42 | Osaka  |         |

## Classificação final
| Pos | Equipe          |
|     | Japão           |
|     | Cuba            |
|     | Coreia do Sul   |
| 4   | China           |
| 5   | Peru            |
| 6   | Hungria         |
| 7   | Estados Unidos  |
| 8   | União Soviética |